# ユリア・サニナ
ユリア・オレクサンドリヴナ・ベブコ（Юлія Олександрівна Бебко; 旧姓: ホロヴァン（Головань）、英語: Yuliia Bebko; 1990年10月11日 -)は、プロの芸名 ユリア・サニナ（Юлія Саніна [uk]、英語: Yulia Sanina）として知られる、ウクライナの歌手であり、ウクライナのオルタナティブ・ロックバンド『ザ・ハードキス』 のボーカルである。

## 来歴
サニナは1990年10月11日にキーウのウクライナSSR、ソビエト連邦の音楽家の家庭に生まれた。3歳の時に初めて舞台で歌い、その歌声は父親が指揮するアンサンブルによって伴奏された。その後、ソロのボーカリストとして、また子供のグループやジャズビッグバンドのメンバーとして活動を始めた。
2005年、ジャズ・バラエティ芸術音楽学校を卒業。その後、キーウ大学の文献学部に入学し、2013年に民俗学の修士号を取得した。大学在学中にジャーナリズムへの関心も高めた。
2006年から2008年まで、バンド Sister Siren のボーカリストを務めた。
2011年9月、サニナと音楽プロデューサーのヴァレリー・ベブコは、ロシア語で歌うポップデュオ Val & Sanina を結成した。彼らは実験的なミュージックビデオといくつかの曲を録音し、そのうちの1つは「愛が来た」（Любовь настала; 作詞: ロベルト・ロジェストヴェンスキー、作曲: ライモンズ・パウルス）であった。
その後まもなく、彼らはステージイメージを向上させ、バンド名を ザ・ハードキス(The Hardkiss) に変更した。彼らはまた、自分たちだけで英語で曲を書き始め、サウンドをよりヘヴィにした。2011年秋、彼らはいくつかの新曲をリリースし、「Babylon」というタイトルのデビューミュージックビデオを録画した。2011年10月末、ザ・ハードキスはイギリスのバンド ハーツ のオープニングアクトを務めた。同年後半には、主要な音楽チャンネルで放送されたミュージックビデオ「Dance with me」をリリースした。

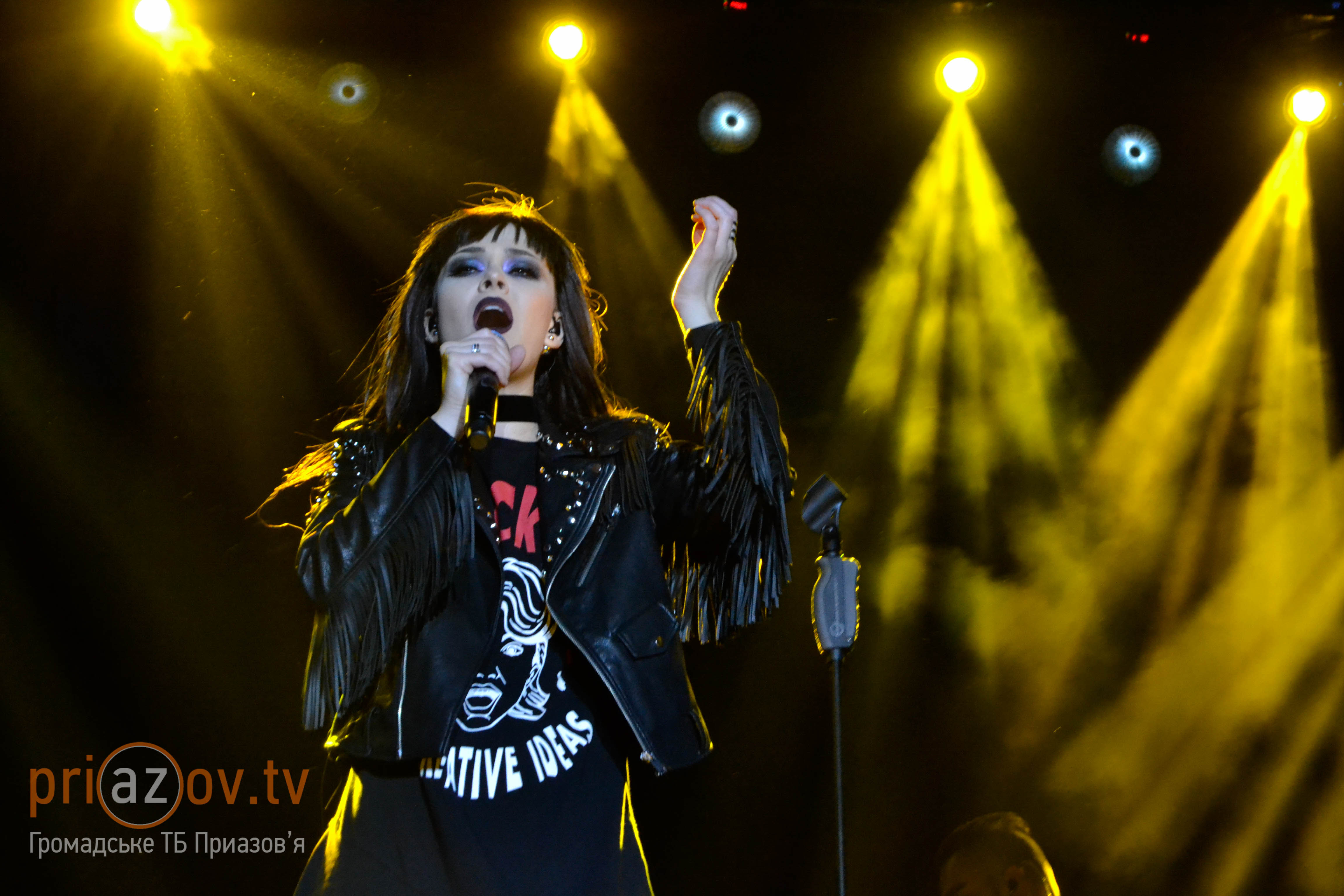
マリウポリのMRPL City 2017フェスティバルでのザ・ハードキス

2012年2月、彼らはレーベル ソニーBMG と契約を結んだ。バンドは急速に人気を集め始め、ウクライナだけでなく、他の外国でもいくつかの賞を受賞した。2014年、サニナは自身のYouTubeチャンネルで、自身の生活やバンドの舞台裏に関するビデオブログをアップロードし始めた。2016年、サニナは『Xファクター・ウクライナ』の第7シリーズで4人の審査員の1人を務めた。
サニナは、ユーロビジョン・ソング・コンテスト2023のリヴァプール大会で、アリーシャ・ディクソン、ハンナ・ウェディングハムと共に司会を務め、決勝ではグラハム・ノートンも加わった。
2023年、サニナは2023年9月から始まる『ザ・ヴォイス・オブ・ウクライナ』の第13シーズンでコーチを務めることが発表された。
2024年、サニナはビデオゲーム『S.T.A.L.K.E.R. 2: Heart of Chornobyl』のウクライナ語ローカライズ版でアガサの声を担当した。

## 私生活
サニナは、ザ・ハードキスのクリエイティブプロデューサー兼リードギタリストであるヴァレリー・"ヴァル"・ベブコと2011年に伝統的なウクライナ式の結婚式で結婚した。二人は2008年または2009年に、当時MTV Ukraineのプロデューサーだったベブコにサニナがインタビューした際に知り合ったが、2014年まで交際を隠していた。夫妻の第一子であるダニーロは、2015年11月21日に生まれた。

## スタイル
サニナは自身の衣装に多くの注意を払っている。スラヴァ・チャイカやヴィタリー・ダチュクなどのスタイリストが、ザ・ハードキスの全メンバーの衣装を制作している。バンドはまた、イワノワ、ベフ、ナディア・ジャク、アヌーキ・ビチョラのデザイナーとも緊密に協力している。サニナはアレキサンダー・マックイーン、ヴィヴィアン・ウエストウッド、ガレス・ピューの作品を非常に高く評価している。普段着としては、ディーゼル、H&M、TOPSHOPを好んで着用している。